# 堂前嘉樹
堂前 嘉樹（どうまえ よしき、1976年2月23日 - ）は、日本のゲームクリエイター、プログラマである。株式会社ロジカルビート代表取締役。

## 人物
ゲーム開発を中心に、執筆、講演を行っているゲーム開発者。
グラフィクス・プログラミングを得意とするが、ゲーム開発全般に造詣を持つ。元バンダイナムコスタジオで活躍し、鉄拳シリーズのグラフィクスなどを担当した。
ゲーム開発者会議（CEDEC）でも、ほぼ常連として講演している。また2013年度より、神奈川工科大学で「ゲームクリエイター特訓・プログラムコースI」の講師を務めている。
2014年11月より独立し個人事業主となり、「logocalbeat（ロジカルビート）」を立ち上げ、のちに法人化した。

## 経歴
小学生の頃に、PC-6601 でBASICのプログラムを始める。「ベーマガのプログラムを写経のように写す」。中学２年の頃からプログラムを理解し始める。
1998年に愛知工業大学を卒業後、コナミコンピュータエンタテインメント神戸に入社。その後ゲーム業界を移り周り、2008年にバンダイナムコゲームスに転職。主にグラフィックス周りのプログラミングを行う。
業務の傍らに講師や執筆も行い、2012年に「ゲームを動かす技術と発想」を執筆。翌年のCEDEC2013にてCEDEC著述賞を受賞。ゲームAI開発者の三宅陽一郎とは友人で「ゲームプログラミング入門」の前書きを共に書いている。
2014年10月末にてバンダイナムコスタジオを退職。同年11月より独立し、ゲーム開発ユニット「logicalbeat（ロジカルビート）」を立ち上げる。主な業務はゲームプログラミング請負、執筆、講師業などである。2016年5月2日より株式会社となり、同社代表取締役。

## 作品
- コナミ時代
  - ときめきメモリアルPOCKET(GB,GBC)
  - beatmania GB(GB,GBC)
  - がんばれゴエモン〜もののけ道中 飛び出せ鍋奉行!〜(GB,GBC) - システムプログラム＆フィールドプログラム
  - pop'n music GB(GBC)
  - 悪魔城ドラキュラ Circle of the Moon(GBA) - システムプログラム
  - Le Tour de France(PS2)
  - ディズニースポーツ:バスケットボール(GBA)
- ナムコ時代
  - 僕の私の塊魂(PSP) - リードグラフィックスプログラマ
  - スマッシュコートテニス3(PSP) - グラフィックス＆モーションプログラマ
- バンダイナムコゲームス時代
  - 鉄拳6 BLOODLINE REBELLION(AC) - グラフィックスプログラマ
  - 鉄拳6(PS3,Xbox 360,PSP) - リードグラフィックスプログラマ
  - 鉄拳ハイブリッド(PS3) - リードグラフィックスプログラマ
  - 鉄拳タッグトーナメント2(AC,PS3,Xbox 360) - リードグラフィックスプログラマ
  - 大乱闘スマッシュブラザーズ for Nintendo 3DS / Wii U - グラフィックスプログラマ

## 講演
- CEDEC2014 執筆のススメ ～会社勤めをしながら著述賞をとる方法～
- CEDEC2011 ２体から４体！？ ～鉄拳タッグトーナメント２における描画システムと負荷削減について～